# 아피온카라히사르주

아피온카라히사르주의 위치

아피온카라히사르주(튀르키예어: Afyonkarahisar ili)는 튀르키예 서부에 위치한 주로, 에게해 지역에 속한다. 간단히 줄여서 아피온주라고 부르기도 한다. 주도는 아피온카라히사르이며 면적은 14.230km2, 인구는 828,201명(2006년 기준), 자동차 번호는 03번, 시외전화 지역번호는 0272번이다. 북서쪽으로는 퀴타히아주, 서쪽으로는 우샤크주, 남서쪽으로는 데니즐리주, 남쪽으로는 부르두르주, 남동쪽으로는 이스파르타주, 동쪽으로는 코니아주, 북쪽으로는 에스키셰히르주와 접하며 18개 군을 관할한다.